# Tetrapulmonata
Tetrapulmonata (quatro pulmões) é um clado supraordinal de aracnídeos, composta pelas ordens Thelyphonida, Schizomida, Amblypygi e Araneae. O agrupamento taxonómico é assim denominado pela presença de dois pares de pulmões folhosos situados no segundo e terceiro segmentos do opistossoma, embora o par posterior esteja ausente na ordem Schizomida.

## Descrição
Outras sinapomorfias (caracteres derivados comuns) dos Tetrapulmonata incluem uma faringe sugadora postcerebral grande (reduzida em Thelyphonida), a presença de um estreitamento (cintura ou pedicelo) entre o prossoma (tronco) e o opistossoma (abdómen); no prossoma, um endoesternito (lâmina horizontal de tecido fino conectivo, similar ao cartilagíneo que actua como esqueleto interno), composto de quatro segmentos; uma complexa articulação das patas; e quelíceras em forma de navalha dobrável, compostas cada uma de dois artículos ou segmentos, um fixo ou basal reduzido e outro apical em forma de garra, que se articula com o basal.